# Тене, Флорин
Алекса́ндру Флори́н Те́не (рум. Alexandru Florin Tene; род. 10 ноября 1968, Бухарест) — румынский футболист и футбольный тренер, игравший на позиции вратаря.

## Клубная карьера
Карьера Тене началась в футбольном клубе «Динамо» (Бухарест), в составе которого он дебютировал в чемпионате Румынии 18 июня 1987 года в матче против клуба «Спортул Студенцеск». После этого Флорин в течение года выступал за клуб второго дивизиона «Аутобузул». В 1988 году он присоединился к команде «Флакэра» из Морени, с которой он смог квалифицироваться на Кубок УЕФА в сезоне 1988/1989. В следующем сезоне Тене стал регулярным игроком стартового состава, но по итогам сезона его команда финишировала в зоне вылета и покинула высший дивизион. Вратарь покинул клуб летом 1990 года и стал игроком «Глории» (Бистрица). В этом клубе он так же был основным вратарём и завершил сезон 1990/1991 на пятом месте.
Осенью 1991 года Тене покинул «Глорию» и вернулся в бухарестское «Динамо», в составе которого по итогам сезона завоевал свой первый чемпионский титул. В следующем сезоне он уступил своё место в стартовом составе Флорину Пруне, в связи с чем вернулся в «Глорию» в начале 1993 года. В составе этого клуба вратарь завершил сезон 1992/1993 в зоне квалификации на Кубок УЕФА, а годом позже выиграл Кубок Румынии со своей командой. Летом 1994 года Флорин снова перешёл в «Динамо» (Бухарест), однако и на этот раз не сумел выиграть конкуренцию у Пруни. В начале 1996 года он перешёл в бухарестский «Рапид».
Летом 1997 года Тене решил переехать за границу, в клуб чемпионата Турции «Карабюкспор». После десяти матчей он вернулся в Румынию летом 1998 года, подписав контракт с действующим чемпионом «Стяуа». Годом позже Флорин перешёл в клуб «Рокар», недавно получивший продвижение в высший дивизион, а через шесть месяцев стал игроком клуба «Арджеш». После ещё одного сезона в «Динамо» (Бухарест), в котором Тене выходил на поле всего пять раз, он завершил свою игровую карьеру летом 2001 года.

## Карьера в сборной
Тене дебютировал в национальной сборной Румынии под руководством тренера Корнела Дину в августе 1992 года в товарищеском матче против сборной Мексики (2:0), отыграв весь матч. После этого Флорин провёл 2 матча за сборную в 1993 году и вернулся в неё лишь в марте 1996 года. Он вышел на замену вместо Флорина Пруни в товарищеском матче против Югославии (1:0). Позже Тене был вызван в сборную Ангелом Йордэнеску на чемпионат Европы 1996 года в Англии, однако он был третьим вратарём после Пруни и Богдана Стели и на поле не появился. 14 августа 1996 года вратарь провёл свой последний матч против Израиля (2:0). Всего в течение четырёх лет, проведённых в составе национальной сборной, Тене провёл в её форме 6 матчей.

## Тренерская карьера
После завершения активной карьеры Тене работал футбольным тренером. Он начинал свою тренерскую карьеру в качестве тренера вратарей в клубах «Спортул Студенцеск» и «Динамо II» (Бухарест) и сборной Румынии до 21 года, а с сентября 2009 года до конца сезона 2009/2010 руководил клубом «Отопень» в Лиге II. В начале ноября 2010 года Флорин сменил Виорела Молдована на посту главного тренера клуба чемпионата Румынии «Спортул Студенцеск». Однако после всего лишь одной победы в восьми матчах он был уволен в марте 2011 года и был заменен Георге Мулжеску. В конце мая 2012 года Тене стал тренером вратарей Мирчи Редника в клубе «Петролул». В январе 2013 года ему была предоставлена возможность работать на той же должности под началом Корнела Чэлнара в его бывшем клубе «Динамо Бухарест». После увольнения Чэлнара Флорин покинул «Динамо» в июне 2013 года и через несколько недель стал тренером вратарей под руководством Лауренциу Регекампфа в «Стяуа». С этого момента сформировался тренерский тандем Тене и Регекампфа, они вместе тренировали клубы «Аль-Хиляль» (Эр-Рияд), «Литекс», «Стяуа» (во второй раз), «Аль-Вахда» (Абу-Даби), «Аль-Васл»,
«Аль-Ахли» (Джидда) и с 2021 года работают в клубе «Университатя» Крайова

## Достижения
Динамо Бухарест
- Чемпион Румынии: 1991/1992
- Кубок Румынии: 2000/2001

Глория Бистрица
- Кубок Румынии: 1993/1994

Стяуа
- Кубок Румынии: 1998/1999
- Суперкубок Румынии: 1998